# Anomala ertli
Anomala ertli är en skalbaggsart som beskrevs av Ohaus 1911. Anomala ertli ingår i släktet Anomala och familjen Rutelidae. Inga underarter finns listade i Catalogue of Life.